# Explodera (sång)
Explodera är en fotbollslåt som var Sveriges fotbollslandslags kampsång vid Europamästerskapet i fotboll 2000 i Belgien och Nederländerna. Låten, som sjöngs av Staffan Hellstrand och gavs ut på singel, kom dock i skymundan av Markoolios inofficiella låt "Mera mål", och på den svenska singellistan nådde "Explodera" som bäst en åttondeplats. Låten låg även på Staffan Hellstrands album Staffan Hellstrands bästa samma år .
Låten låg på Trackslistan i sex veckor under perioden 6 maj-10 juni 2000, med sjätteplats som främsta placering där. "Explodera" testades på Svensktoppen den 27 maj år 2000 , men misslyckades med att ta sig in på listan .
2004 spelades låten in av Fässbergs IF .

## Medverkande
- Staffan Hellstrand, sång, klaviatur
- Michael Sellers - gitarr
- Christer Jansson, Conny Städe - trummor
- Svenska fotbollslandslaget - sång

## Listplaceringar
| Lista (2000) | Position |
| ------------ | -------- |
| Sverige      | 6        |